# مکس واسمر
مکس ژولیوس فردریش واسمر (به روسی: Максимилиан Романович Фасмер) (به لاتین: Maksimilian Romanovich Fasmer) (۲۸ فوریه ۱۸۸۶–۳۰ نوامبر ۱۹۶۲) یک زبان‌شناس روسی - آلمانی بود. او مسائل ریشه‌شناسی را در زبان‌های هندواروپایی، فینو-اوگری و ترکی مطالعه کرد و روی تاریخ اقوام اسلاو، بالتیک، ایرانی و فینو-اوگری کار کرد.